# 신민회

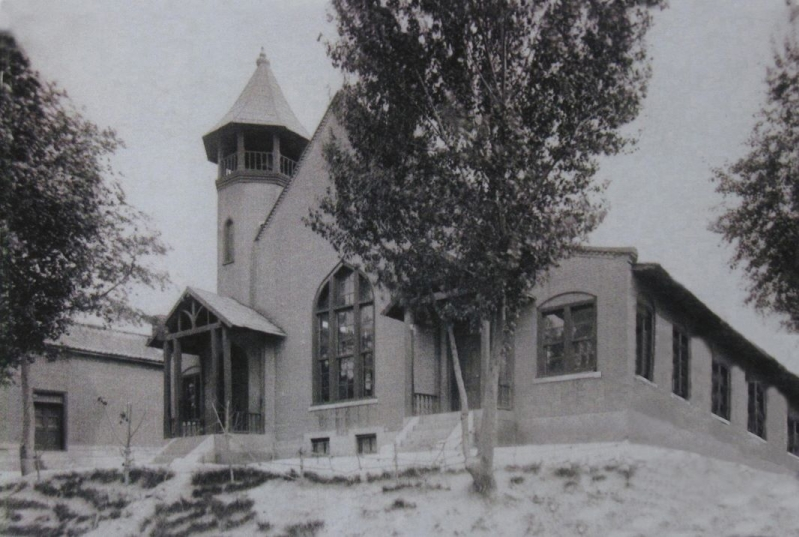
스크랜턴 선교사가 세운 남대문 부근 상동교회의 상동청년학교 건물. 이 청년회에서 무수한 독립운동가들이 배출되었다.

신민회(新民會)는 상동감리교회 부설 공옥학교의 교사들과 상동감리교회 담임목사였던 전덕기 목사를 중심으로 기독교 이념을 바탕으로 조직된 민족 운동을 위한 개신교 감리교회 및 장로교회 지원을 받은 항일 비밀결사단체이다. 1907년 이회영, 전덕기, 이동녕, 이시영, 이동휘, 안창호, 윤치호, 양기탁, 이경희, 김구, 최광옥, 김규식 등을 중심으로 조직 발전되었다. 신민회의 표면적 활동은 교육 계몽, 신식 학교 설립, 신학문 수용 등이 주 목적이었으며, 활동지원은 상동감리교회 교인뿐만 아니라 주변 시장 상인, 개신교계에서 비밀리에 지원하였다. 또한 만주에 한국 독립군을 훈련할 신흥무관학교 훈련기관 설립에 뿌리를 마련하였고, 이후 중국 상하이의 대한민국 임시 정부를 구성하는 역할을 하였다.

## 개요

### 창립 취지
1907년 4월, 상동교회의 상동청년학원의 교감인 이회영 중심으로 서울 지역의 인사들과 안창호(安昌浩)를 위시한 평양을 중심 서북지역 인사들이 주동하여 창립했다. 신민회가 결성되었을 당시, 국내의 상황은 통감부 및 일제의 감시와 신문법, 보안법 등의 탄압을 받았던 시기였다. 이러한 상황속에서 정치활동의 합법성의 한계를 느껴 애국계몽의 틀을 일부 벗어나 투쟁적, 적극적인 구국운동을 모색하고자 결성한 단체가 신민회였다. 신민회는 비밀결사로서 전국적 조직을 표방하였고, 사회각층인사를 망라하여 조직하였는데, 비밀단체임에도 그 활동은 거의 대부분 합법성을 띄고 이루어졌었다.
신민회는 교육 계몽, 신식 학교 설립, 신학문 수용을 주 목적으로 하였고, 만주에 한국 독립군을 건설할 훈련기관 설립 및 훈련기관의 훈련장 마련과 식량 자급자족을 목적으로 하는 토지 확보 등을 추진하였다.
신민회는 경성에 와 있는 지방 인사들을 통해 각지의 개혁 운동가들을 회원으로 가입하게 하였다. 신민회가 조직된 이후 경기, 황해, 평안, 함경 각도에 지부를 설치하고 회원 수를 늘려갔다. 근대 이후의 공화정체를 제창한 대표적 조직으로 실력양성을 통한 국권회복과 공화정체의 근대국민국가 수립을 목표로 하였다. 즉, 신민회는 실력 양성론과 독립 전쟁론에 입각하여 공화정제를 이상향으로 두었다. 이는 근대 최초로 '민주공화정'을 이상향으로 지향했다는점에서 의의를 두고있으며, 민족 교육 계몽운동 및 무장 독립운동의 발판을 마련하는 역할을 한다.

### 강령과 규약
신민회는 4대 행동 강령을 채택하였다.
신민회 4대강령

1. 국민에게 민족의식과 독립사상 고취
2. 동지를 발하고 단합하여 국민 운동 역량 축적
3. 상공업 기관 건설로 국민의 부력(富力) 증진
4. 교육 기관 설립으로 청소년 교육 진흥

신민회의 취지문은 다음과 같다.
러·일전쟁의 포성이 아직 그치지 않고, 마관(馬關)조약의 먹물이 아직 마르기 전에 외교권이 하루아침에 동쪽으로 넘어가고 정부의 차석(次席)에는 외국이 나란히 앉아서 군경과 법도를 낱낱이 인계하고 광산과 삼림과 토지를 마디마디 할양하여 빼앗기고 있다.

슬프다, 동포여! 아는가 모르는가. 꿈을 깨였는가. 수 평의 초가집도 나의 집이 아니며, 수 무의 산소도 나의 땅이 아니며, 문전의 뽕나무와 석류도 나의 초목이 아니며, 동구 밖의 시냇물도 나의 물이 아니다. 오호라! 이 나라는 내 나라인데 내가 죽고자 하면 이 나라를 어디다 버려두며, 내가 숨고자 할진대 누구에게 맡길 것인가. 어찌 일시적 비분으로써 분연히 자결을 기도하며, 또한 염세적 비판으로써 호연 은거함으로 돌아갈 바이랴. 신민회는 무엇을 위하여 일어남이요?

민습의 완고 부패에 신사상이 시급하며, 민습의 우미에 신교육이 시급하며, 열심의 냉각에 신제창이 시급하며, 원기의 쇠퇴에 신수양이 시급하며, 도덕의 타락에 신윤리가 시급하며, 문화의 쇠퇴에 신학술이 시급하며, 실업의 조췌에 신모범이 시급하며, 정치의 부패에 신개혁이 시급이라. 천만 가지 일에 신(新)을 기다리지 않는 바 없도다.

무릇 우리 대한인은 내외를 막론하고 통일연합으로써 그 진로를 정하고 독립자유로써 그 목적을 세움이니, 이것이 신민회가 원하는 바이며 신민회가 품어 생각하는 소이이니, 간단히 말하면 오직 신정신을 불러 깨우쳐서 신단체를 조직한 후에 신국을 건설할 뿐이다. 우리가 백성을 새롭게 하지 않으면 누가 우리 대한을 사랑하며, 우리가 백성을 새롭게 하지 않으면 누가 우리 대한을 보호하겠는가.

과거 4천년, 구한국의 말년에 망국혼을 지으려는가. 장래 억만년 신한국의 초년의 흥국민(興國民)을 지으려는가. 오라!  우리 대한신민이여!

신민회는 한국 독립의 기본으로, 개개인의 행동 개조와 사상 개혁을 중점 과제로 채택하였다.

### 활동과 해체
신민회는 민족 교육 사업을 추진하고, 서구의 신문물과 신학문을 보급하고자 평양에 대성학교와 정주에 오산학교를 설립, 적극 지원하였다. 또한 신민회는 남녀 차별을 과거 4천년의 최대의 악습으로 규정하고, 여성 교육, 여성에게 신문물, 신학문을 가르치는 것도 중점과제로 채택했다. 이어서 민족 산업 육성을 위해 평양에 자기회사 설립과 대구에 태극 서관을 운영하였고, 민족문화를 양성하고자 대한매일신보 발간작업과 조선 광문회를 조직하여 고전문학등을 간행하였다.
이어서 만주지역에 독립군 병력 양성을 위한 훈련기지를 건설하였는데, 조선총독부의 탄압으로 실패하였지만 감리교회와 장로교, 개신교회의 지원으로 신민회에서 시작한 토지 확보 계획은 후일 남만주에 삼원보와 밀산부(서간도)에 한흥동, 신흥무관학교를 세우는 데 공헌하였다.
그러나 한일 병탄 이후인 1911년에 일제 강점기 때 일제는 조선총독부 총독 데라우치 마사타케의 암살을 기도 했다는 105인 사건을 조작하였고, 이 과정에서 안창호, 윤치호, 양기탁, 이동휘 등 신민회 주요인사들이 검거되어 105인 사건등 일제에 의한 조작사건으로 인해 민족운동의 탄압을 받아 신민회는 해체된다. 체포된 인사들 중에는 고문 후유증으로 옥사하거나, 고문을 피해 경성부로 압송되는 과정에서 열차에서 뛰어내려 투신자살을 하기도 했다. 그 밖에 이승만, 김규식 등은 체포를 피해 망명한다.
신민회는 비록 일제의 감시와 탄압속에 해체되었지만, 이는 1919년 대한민국 임시 정부에서 계승하게 된다.

## 같이 보기
| - 105인 사건 - 기독교청년회 - 신간회 - 이회영 - 전덕기 - 김구 - 이동녕 - 이동휘 - 안창호 - 윤치호 - 김홍량 | - 양기탁 - 신채호 - 장도빈 - 이상재 - 이시영 - 이승훈 - 이경희 - 김규식 - 최광옥 - 오산학교 |